# Anton von Glaser
Anton August Ferdinand von Glaser (* 19. Juli 1784 in Johannisburg in Ostpreußen; † 8. Juni 1840 in Breslau) war ein preußischer Generalmajor.

## Leben

### Herkunft
Seine Eltern waren der preußische Generalmajor Friedrich Daniel von Glaser (1740–1804) und dessen erste Ehefrau Marie, geborene Rogalla von Bieberstein.

### Militärkarriere
Glaser trat 1797 als Junker in das Husarenregiment „von Suter“ der Preußischen Armee und avancierte am 20. September 1799 zum Kornett. Am 21. Januar 1802 wurde er als Sekondeleutnant mit Patent vom 17. Dezember 1801 in das neuerrichtete Dragonerregiment „von Rouquette“ versetzt. 1805 stieg Glaser zum Adjutanten auf und nahm 1806/07 während des Vierten Koalitionskrieges am Überfall auf Bromberg, der Schlacht bei Preußisch Eylau und der Verteidigung von Danzig teil.
Nach dem Frieden von Tilsit wurde er am 25. November 1807 zum Schlesischen Kürassier-Regiment als Regimentsadjutant mit Patent vom 17. Dezember 1801 versetzt. Als Premierleutnant war Glaser ab 1. Dezember 1812 Adjutant bei Oberst von Roeder und kam am 13. Januar 1813 mit seiner Beförderung zum Stabsrittmeister in die Adjutantur. Während der Befreiungskriege kämpfte Glaser in den Schlachten bei Großgörschen, Bautzen, Leipzig, Laon und Paris. Für das Gefecht bei Haynau erhielt er das Eiserne Kreuz II. Klasse, bei Leipzig wurde Glaser mit dem Orden des Heiligen Wladimir IV. Klasse und für Laon mit dem Eisernen Kreuz I. Klasse ausgezeichnet. In der Zeit wurde er am 25. November 1813 Rittmeister und am 5. Februar 1815 mit Patent vom 14. Februar 1815 Major. Im gleichen Jahr erwarb Glaser bei Ligny den Orden der Heiligen Anna II. Klasse. Er nahm außerdem an der Schlacht bei Belle Alliance und dem Gefecht bei Nanteuil teil.
Nach dem Krieg war er ab 1818 Adjutant beim Generalkommando des VI. Armee-Korps in Breslau. Am 30. März 1823 wurde Glaser dem 1. Kürassier-Regiment aggregiert sowie am 1. Dezember 1823 mit der Führung des 11. Husaren-Regiments beauftragt, traf jedoch beim Regiment erst am 6. Februar 1824 ein. Seine Ernennung zum Regimentskommandeur erfolgte am 8. September 1825 und in dieser Eigenschaft avancierte er bis 30. März 1830 zum Oberst. Am 21. November 1830 wurde er mit dem Roten Adlerorden III. Klasse ausgezeichnet. Unter Verleihung des Charakters als Generalmajor nahm Glaser am 14. Oktober 1834 seinen Abschied mit der gesetzlichen Pension. Er starb am 8. Juni 1840 in Breslau.
Der General von Zieten schrieb 1815 in seine Beurteilung: „In dem Kavalleriegefecht am 28. Juni des Jahres bei Nanteuil gab der Major von Glaser redende Beweise von Tapferkeit, bewies auch bei mehreren Gelegenheiten Überblick und Ruhe im Gefecht. Derselbe besitzt Kenntnis vom Pferde, reitet dreist und gut, ist mit diesem Detail des Dienstes ganz bekannt, hat mehrere Male um Zurückversetzung in die Linie angetragen. Ich glaube mit Gewißheit sagen zu können, daß derselbe ein Kavallerieregiment mutig an den Feind führen wird.“

### Familie
Glaser heiratete am 15. November 1814 in Kapsdorf Amalie Helen Sophie Wilhelmine von Paczensky und Tenczin (* 17. September 1793; † 25. Juni 1874), eine Tochter des Generals Karl Heinrich von Paczensky und Tenczin. Das Paar hatte mehrere Kinder:
- Friederike Karoline Adolfine Ferdinande Johanna Bertha Amalie (* 9. August 1815; † 31. Oktober 1816)
- Agnes Sophie Wilhelmine Theodore (* 13. Oktober 1816)
- Mathilde Antoinette Sophie Auguste Malwine (Melanie) (* 7. Oktober 1819; † 18. April 1887) ⚭ Franz Adolf von Daum (* 24. März 1806; † 8. Januar 1876), Herr auf Ramzow, Oberregierungsrat[3][4]